# 95. szimfónia (Haydn)
A 95., c-moll szimfónia (Hob. I:95) Joseph Haydn „Londoni szimfóniák” néven ismert zenekari sorozatának egyetlen moll hangnemű darabja, és a sorozat egyetlen szimfóniája, melynek nyitótétele nem lassú bevezetéssel kezdődik. Az 1791-ben született művét az első angliai utazása során írta. 

## Tételek
A mű szabályos négytételes formájú, fuvolára, két oboára, két fagottra, két kürtre, két trombitára, timpanira és vonószenekarra hangszerelte Haydn.
1. Allegro moderato (szonátaforma; c-moll, C-dúrban záródik)
A tétel kezdése meghökkenti a hallgatót, öt erőteljes akkorddal indul, majd hatásos szünet után a hegedűkön megszólaló lágy, tétova dallammal folytatódik a főtéma. A főtéma témafeje többször is felhangzik később a kidolgozási részben is, viszont a visszatérésben elhagyja Haydn. A melléktéma derűs C-dúrban jelenik meg. A tételnek a c-moll hangnemhez kapcsolódó tragikus, szenvedélyes karakterekre nem hat az egész tételen át, a befejező szakasza már C-dúrban szól.
2. Andante (variációs forma; Esz- dúr)
A variációs formában megírt lassú tétel bensőséges kamarazene. A szimfónia a Haydn korában szokásos hangnemi rend szerinti Esz-dúrban, az első tétel párhuzamos dúr hangnemében szól, a tételben az első variáció főszereplője a szólócselló, ill. a szólóhegedű, majd a második variáció esz-mollra sötétedik, sok meglepetést hoz: váratlan szüneteket, „ijesztgető” fortissimo tutti-akkordokat.
3. Menuetto – Trio (háromtagú forma, c-moll, a trio C-dúr)
A népies kedélyességgű harmadik tétel nevezetessége a trióban felhangzó, technikailag igényes  csellószóló. A háromtagú formájú, hagyományosan főrész-trió-főrész felépítésű tétel főrészének zárásakor visszatér a sötét tónusú c-moll hangnem, ezt különös „fénytörésként” egy nagyobb szünet után megszólaló, fájdalmas hatású nápolyi szext akkorddal hozza vissza.
4. Finale: Vivace (rondó forma; C-dúr)
A művet nagyszabású tétel zárja, a londoni szimfóniákra jellemző, népies hangvétellel, polifon, ellenpontozó szakaszokkal.
A zárótétel nyitó témája:

## Média
- J. Haydn 95. szimfónia: Frans Brüggen Orchestra of the 18th Century